# Barreiro (stacja kolejowa)
Barreiro – stacja kolejowa w Barreiro, w Portugalii. Znajdują się tu 2 perony.